# عکبره
عکبره (به عربی: عکبرة) روستایی فلسطینی، واقع در ۲٫۵ کیلومتری جنوب صفد بود.